# 华北地下水超采区
华北地下水超采区是中国华北平原自1970年代起逐渐形成的地下水超采区。这是全世界最大的地下水超采区。

## 简介
华北地下水超采区主要覆盖北京市、天津市、河北省，同海河流域基本重合。1980年以前，海河流经的华北平原是中国洪涝灾害最严重的区域之一。1954年、1956年、1963年、1964年都发生过重大水灾。1963年，河北省发生连降七天的特大暴雨，局部地区降雨量达2050毫米，创中国内地最高纪录；平均雨量超500毫米的地区达4.3万平方公里，总水量超过所经河道总泄洪量的10倍。当时天津市水位仅低于大堤不足2米，比天津百货大楼高5米。水灾导致京广铁路坍塌，行车中断。1963年海河特大洪灾造成直接经济损失60多亿元人民币（当年的物价），救灾费用10亿元人民币。
1963年11月17日，毛泽东发出“一定要根治海河”的号召。根据其指示，水利部、河北省制订出了治理海河方案，方案内容是“上蓄、中疏、下排”和“以排为主”。到1979年，大规模根治海河工程基本完工，海河流域上游续建、扩建、新建了截洪用的大中型水库30多座，中下游开挖子牙新河、滏阳新河、永定新河、漳卫新河等53条骨干河道，总长3641公里，并筑防洪堤3260公里。截至2000年，海河流域各主要河流上建有大中型水库1900多座，其中大型水库31座，总库容达到294亿立方米，控制山区面积的85%，控制海河流域径流量的95%。
在大兴防涝水利且工农业用水量猛增的情况下，1980年左右，河北省内河流几乎全部干涸。自1970年代起，华北开始打井抗旱。1973年起，国家每年拨专款及设备支持中国北方17个省、市、自治区开展北方地区抗旱打井工作。1980年成为海河流域的历史分水岭，河北省从水灾多发转变为到处缺水、地表水皆被污染。
首个提出河北地下水漏斗概念的水利专家是河北省水利厅的魏智敏。1984年，在对比多份《河北省平原区地下水通报》后，魏智敏发现河北省多个区域的地下水水位很低，地下水埋深等值线呈漏斗状出现。魏智敏认为这是当时全中国最大的地下水漏斗区。但1980年代前期，“河北到底缺不缺水”仍是中国水利界的争论焦点。当时魏智敏等河北省水利工作者认为河北省缺水，而中华人民共和国水利部部长钱正英等水利部高层和以清华大学黄万里为代表的水利专家都认为河北并不缺水。直到1985年，“河北省城市供水、工农业节水、水资源保护学术讨论会”上，河北省缺水才成为各方共识，魏智敏撰写了会议宣言纪要，并在会后接受了新华社采访。
1985年，魏智敏在接受《瞭望》杂志采访时，提到河北地下水漏斗区，河北存在中国最大地下水漏斗区的消息首次经媒体广泛传播。采访发表后，这一观点获得地下水研究者的赞同，但地质部门不承认。1980年代末，“地下水漏斗区”这一事实逐渐被专业人员和公众接受。当时北京市、天津市的专家提出北京市、天津市同样有严重的漏斗现象，“华北大漏斗”的说法自此产生。1990年左右，华北地下水漏斗区成为水利部门、地质部门的共识。
从1960年代初到2010年代初，占中国水资源总量1.7%的华北平原承载着中国5.3%的人口，生产出中国5.5%的粮食，为中国创造5.7%的GDP总量。华北虽然扭转了历史上“南粮北调”的局面，但这是以机井对地下水的超量开采为代价而达成的。截至2010年代初，河北省有约200万眼机井，其中正运作的有80万眼。华北平原深层地下水超采区每年开采量12.4亿立方米。根据官方通报，到2010年代初，75%以上的地区用水需地下水，华北平原地下水存储量减少了近2000亿立方米。
截至2010年代初，河北省地下水年均超采量已达40亿立方米，占河北省200亿立方米年均用水量的五分之一。2011年中国地质科学院水文地质环境研究所发布数据称，包括深层漏斗、浅层漏斗的华北平原复合地下水漏斗区，面积已占华北平原总面积的52.6%，达73288平方公里，其中河北省境内形成7个深层地下水漏斗区，总面积达4.4万多平方公里。而“宁柏隆”（宁晋县、柏乡县、隆尧县）漏斗区2012年12月底中心区地下水埋深距地面73.12米，比上年同期降6米，为华北平原最为严重的浅层地下水漏斗区。
1970年代初期，漏斗仅限今河北省冀州市、枣强县、桃城区一带，俗称“冀枣衡”漏斗。到2010年代，冀枣衡漏斗区已成为大漏斗区，面积8800多平方公里，而且已和德州、沧州、邢台的漏斗区连成一个大复合型漏斗区。截至2014年，河北省共有地下水漏斗区25个，其中漏斗面积超1000平方公里的有7个。
河北省的深层地下水漏斗中心为衡水、沧州。两地最低水位90多米。浅层地下水漏斗主要位于邢台北部地区。天津塘沽的最大埋深曾达110米，北京的最大埋深60多米。河北省水文局的数据显示，2000年到2012年底，河北省平原区浅层地下水平均埋深下降4.07米；而在深层地下水漏斗核心区，邢台东部地区这13年间平均埋深下降8.45米，沧州下降7.53米，衡水下降12.96米。
由于地下水超采，污水填充进来，地下水水质遭污染。部分地区如沧州市发生普遍性氟斑牙、氟骨病等氟中毒现象。此外因地下水超采导致的地面沉降已十分严重。例如沧州市1970年至2006年间，地面沉降2.4米。1980年代末，河北省邢台市柏乡县出现地面大裂缝，2006年6月底柏乡县这条长度超过8公里的大裂缝在大雨后显现，最宽处0.7米，最深处1.5米。2006至2010年，衡水市共出现10起较大的地裂缝，最长的是武邑县至阜城县的一条长8公里的地裂缝。
2003年，地下水“漏斗区”从中国行业术语中消失，改用水利部发布的“地下水超采区”这一新名词。根据水利部的定义，“地下水超采区”是指地下水开采量超可开采量，导致地下水水位持续下降，或者因开发利用地下水而引发环境地质灾害或者生态恶化。

## 治理
2013年两会期间，民革中央提出在华北建立水资源战略储备系统。民革中央委员、北京大学地球与空间科学学院教授吴泰然，及中国科学院地理科学与资源研究所研究员贾邵凤都提出了华北水资源战略储备系统的必要性。
2014年底，南水北调中线工程的长江水到达华北，每年供水量30亿吨。南水北调有可能会逐步缓解华北地下水超采状况。按照规划，南水北调工程全部完成后，华北每年将多出100亿立方米水，从而缓解中国北方10多个省市的水危机。
2015年4月16日，国务院印发《水污染防治行动计划》，其中提出“开展华北地下水超采区综合治理，超采区内禁止工农业生产及服务业新增取用地下水。”
2019年，国务院印发《华北地区地下水超采综合治理行动方案》。
2020年，水生态治理修复初见成效，华北部分地区地下水水位实现止跌回升。
2023年，华北地区地下水水位总体回升；与2018年相比，京津冀治理区位浅层地下水水位平均回升2.25米，深层承压水水位平均回升6.72米。治理区约90%的区域初步实现了地下水采补平衡。